# Pinewood Battery

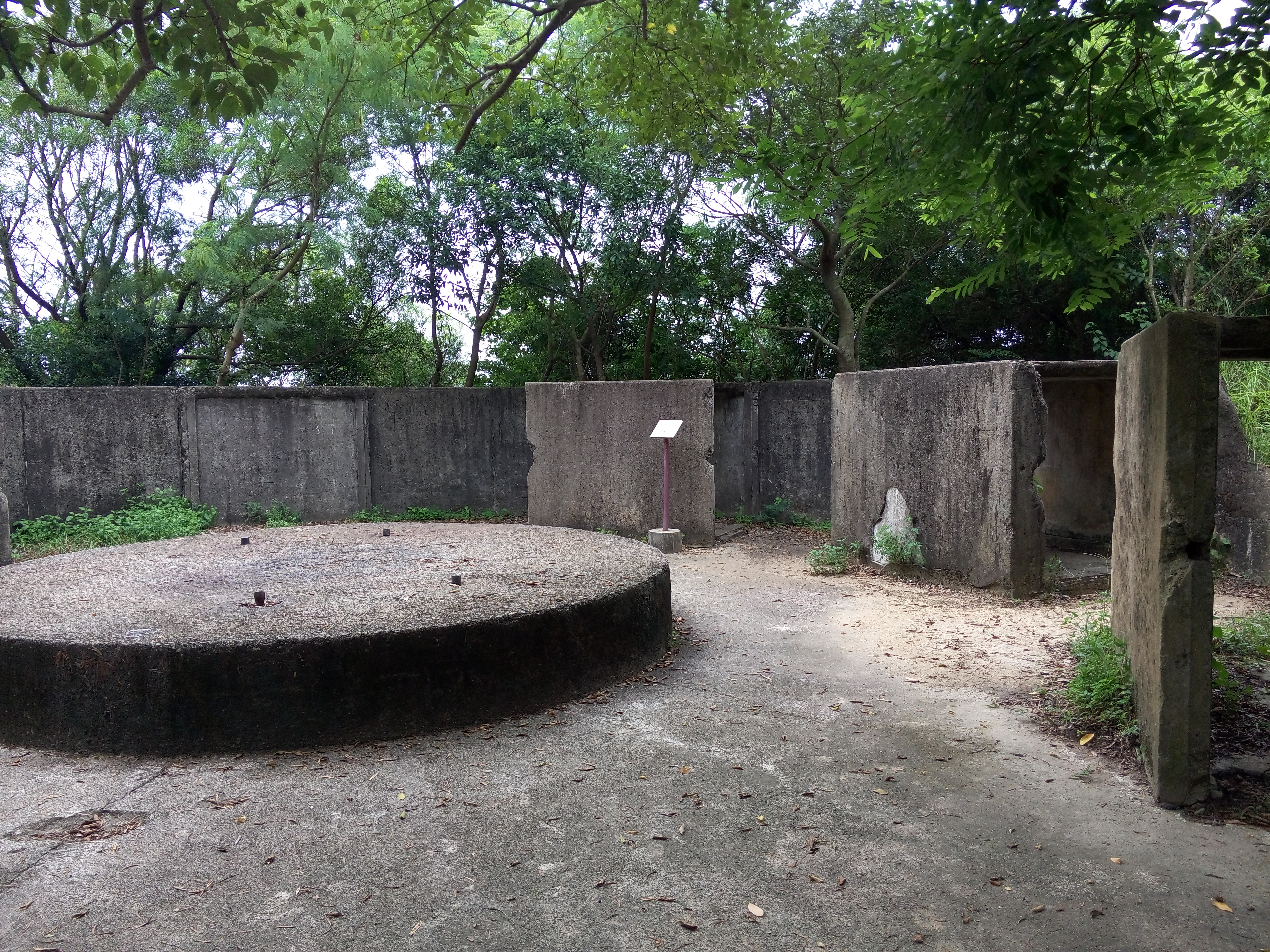
Die Ruinen der Pinewood Battery

Die Pinewood Battery ist eine militärische Einrichtung in Hongkong. Erbaut wurde sie zwischen 1901 und 1905 von den britischen Kolonialherren, um den Hafen Hongkongs zu beschützen.

## Lage
Die Pinewood Battery liegt auf einer Höhe von 307 Metern auf einem Hügel. Westlich der Batterie liegt der Victoria Harbour, der Hafen von Hongkong, nördlich befindet sich die Universität von Hongkong. Die Pinewood Battery liegt im Lung Fu Shan Contry Park, einem 47 Hektar großem Park.

## Geschichte

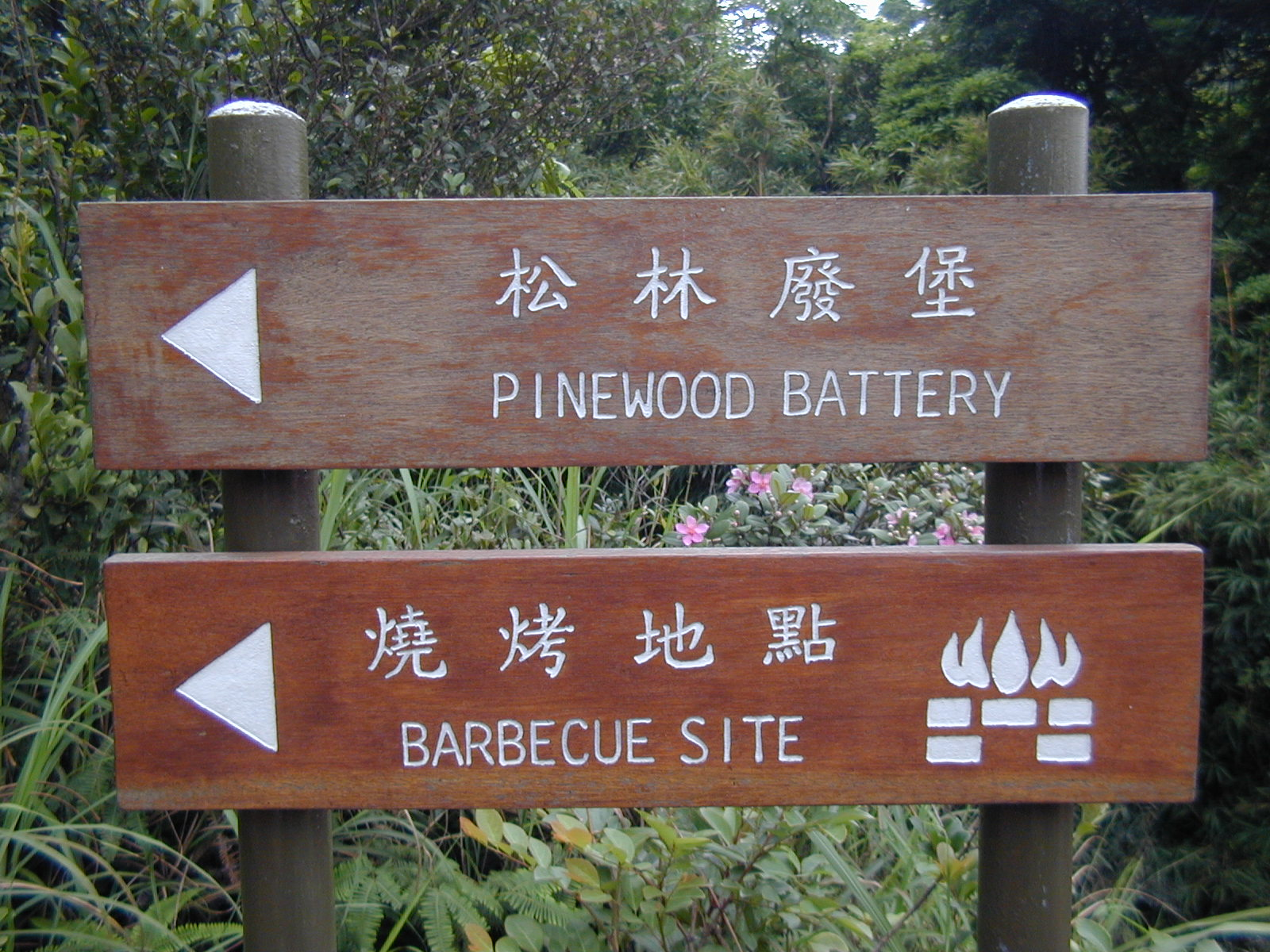
Wegweiser in Richtung Pinewood Battery

Nach seiner Erbauung im Zeitraum von Juni 1901 bis November 1905 wurde die Geschützstellung mit zwei 6-Inch-Kanonen bestückt. Am 15. Dezember 1941 wurde die Stellung von japanischen Bombern im Rahmen des Angriffs auf Hongkong angegriffen und stark beschädigt. Bei den Angriffen wurde ein Verteidiger getötet und einer schwer verletzt. Nach dem Ende des Zweiten Weltkrieges wurde die Stellung zurückgelassen.

## Heutige Nutzung
Die Anlage ist eine der Attraktionen des Lung Fu Shan Contry Park. Für Touristen wurde der Pinewood Battery Heritage Trail errichtet. Dieser circa 400 Meter lange Weg führt über das Gelände. Durch mehrere Schilder am Wegesrand werden Besucher über die Geschichte des Ortes informiert. Außerdem werden die Ruinen zum Nachstellen von kriegerischen Handlungen genutzt.